# Hypoxylon surannareei
Hypoxylon surannareei är en svampart som beskrevs av Suwann., Rodtong, Thienh. & Whalley 2006. Hypoxylon surannareei ingår i släktet Hypoxylon och familjen kolkärnsvampar.   Inga underarter finns listade i Catalogue of Life.